# Thomas Cochrane, 13.º Conde de Dundonald
Thomas Hesketh Douglas Blair Cochrane, 13.º conde de Dundonald (21 de fevereiro de 1886 - 23 de maio de 1958) era um oficial do exército britânico que serviu na Primeira Guerra Mundial. Ele era um par representativo para a Escócia e presidente da Sociedade Anglo-Chilena.

## Vida
Cochrane era filho de Douglas Cochrane, 12.º conde de Dundonald e Winifred Bamford-Hesketh (falecida em 1924). Ele alcançou o cargo de capitão dos guardas escoceses e lutou na Primeira Guerra Mundial, servindo no Estado-Maior. Por seus serviços na guerra, foi premiado com a Ordem do Mérito do Chile e a Ordem por Serviços Distinguidos do Peru.
Ele conseguiu o condado de Dundonald e seus títulos subsidiários do 13º Lord Cochrane de Paseley e Ochiltrie após a morte de seu pai, em 12 de abril de 1935. Ele foi um par representativo da Escócia entre 1941 e 1955, e presidente da Sociedade anglo-chilena. Ele morreu solteiro em 23 de maio de 1958.